# The Cop
The Cop (Brasil: O Polícia) é um filme norte-americano de 1928, do gênero drama, dirigido por Donald Crisp e estrelado por William Boyd e Alan Hale.

## Sinopse
O policial Mather é assassinado pelo chefão Scarface Marcas, porém as autoridades não conseguem enquadrar o criminoso. Daí, o patrulheiro Pete Smith, com a ajuda da misteriosa Mary Monks, prepara uma armadilha para que a justiça seja feita. O problema é que Mary pode estar fazendo jogo duplo.

## Premiações
| Patrocinador                                  | Prêmio | Categoria               | Situação                    |
| --------------------------------------------- | ------ | ----------------------- | --------------------------- |
| Academia de Artes e Ciências Cinematográficas | Oscar  | Melhor Roteiro Adaptado | Indicado[carece de fontes?] |

## Elenco
| Ator/Atriz       | Personagem        |
| ---------------- | ----------------- |
| William Boyd     | Pete Smith        |
| Alan Hale        | Mather            |
| Jacqueline Logan | Mary Monks        |
| Robert Armstrong | Scarface Marcas   |
| Tom Kennedy      | Sargento Coughlin |
| Louis Natheaux   | Louie             |
| Philip Sleeman   | Lord Courtney     |